# Nexus 6P
Nexus 6P（代号 Angler）是一款Google在2015年推出，由华为代工的Android智能手机。它取代了Nexus 6，成为Google的Nexus系列Android设备的新旗舰设备。2015年9月29日，Google发布两款新Nexus系列的智能手机，分别为LG代工的基本款Nexus 5X，及华为代工的面向高端市場的Nexus 6P。
与前代Nexus设备相比，Nexus 6P的重大改进有：比Nexus 6更轻薄的全铝机身，Nexus Imprint指纹识别，更快的八核高通骁龙810，更好的相机，增强的LTE支持，正反均可用的USB-C接口，但移除了无线充电支持。Nexus 6P也是第一款提供128 GB内部存储空间的和金色配色的Nexus设备。
Nexus 6P是Android 6.0“棉花糖”的首发设备，该系统版本引入了全新的界面，性能和电池续航时间的改进，Google Now on Tap集成，细粒度的权限管理，指纹验证等新功能。
2016年10月4日，Google推出了其后续产品Google Pixel。

## 历史
Nexus 6P是第一款Google选择与中国厂商合作的Nexus手机。该设备的照片于2015年9月首次泄漏，提示该设备为铝制设计，顶部装有照相机的凸起条。随后Nexus 6P于2015年9月29日由Android工程副总裁Dave Burke在旧金山Left Space Studios的新闻发布会上正式发布。
与Nexus 6相比，Nexus 6P在设计方面进行了大量改进。Google在手机设计上发挥了相当大的影响力。Google工程师提到，将屏幕缩小到5.7英寸可改善单手使用手机的体验，将Nexus 6上的单个摄像头凸起更改为水平条可避免放在平坦表面上时手机旋转。尽管面临研发周期短，LTE技术复杂和全铝制设计等难题，但华为研发副总裁仍将Nexus 6P称为“梦幻般的项目”。
2016年10月，Google从在线商店Google Store中移除了Nexus 6P。
与此同时Google更新了其支持页面：
- 无法保证2017年9月之后Nexus 6P的Android版本更新。
- 无法保证2018年11月之后Nexus 6P的安全性更新。[8]

## 配置
Huawei Nexus 6P采用5.7英寸2K屏幕，整机重量为178g。搭载高通骁龙810 v2.1 2.0GHz八核处理器，3GB RAM + 32GB/64GB/128GB ROM（沒有microSD卡擴充槽）。800万像素+1230万像素摄像头组合，配备了指纹识别感應器。USB采用Type-C接口，配备3450mAh电池。此外该手机还可使用最新Google Pay支付服务以及谷歌的移动网络服务Project Fi，唯兩功能在手機推出時只能在美國國內使用。
新手机也采用了Android传感器中枢（Sensor Hub）技术，用作处理传感器数据。德国博世的低功耗传感器帮助手机判断用户是在行走、跑步还是在單車，并计算步數。

## 顏色
機身顏色包括：
| 顏色 | 名稱 | 英語      | 備註 磨砂银      |
| ---- | ---- | --------- | ---------- |
|      |      | Graphite  | 正面為黑色 |
|      |      | Frost     | 正面為黑色 |
|      |      | Aluminium | 正面為黑色 |
|      | 金色 | Gold      | 正面為黑色 |

## 赔偿
2017年4月，有用户因Nexus 6P无限重启问题，向美国德克萨斯东区联邦地区法院起诉Google和华为。2019年6月，原告和Google以及華為達成和解協議，Google和華為針對不同情況的用戶做出相應賠償。